# 乌塞达
乌塞达，是西班牙卡斯蒂利亚-拉曼恰瓜达拉哈拉省的一个市镇。总面积47平方公里，总人口1060人（2001年），人口密度23人/平方公里。